# イ・ジョンウン (ソフトテニス選手)
イ・ジョンウン（ハングル：이정운）は、韓国のソフトテニス選手。

## 来歴
淳昌女中、淳昌第一高-NH BANK　プレースタイルは前衛。2024第17回世界ソフトテニス選手権においてダブルス、団体戦において優勝。

## 国際大会戦績
- 2024世界ソフトテニス選手権シングルス優勝
- 2024世界ソフトテニス選手権ダブルス優勝（イ・ミンソン/イ・ジョンウン）
- コリアカップ2023 ダブルス優勝（イミンソン・イジョンウン）
- コリアカップ2022 ダブルス優勝（イミンソン・イジョンウン）
- 第一回沖縄インターナショナル選手権ダブルス第三位（イミンソン・イジョンウン）